# Koňuš
Koňuš és un poble i municipi d'Eslovàquia. Es troba a la regió de Košice, a l'est del país.

## Història
La primera referència escrita de la vila data del 1414.

## Demografia
| Godina             | 1994 | 2004   | 2014   | 2024   |
| ------------------ | ---- | ------ | ------ | ------ |
| Nombre de persones | 391  | 360    | 348    | 325    |
| Diferència         |      | −7,92% | −3,33% | −6,60% |

| Godina             | 2023 | 2024   |
| ------------------ | ---- | ------ |
| Nombre de persones | 327  | 325    |
| Diferència         |      | −0,61% |